# Republicans Socials
Els Republicans Socials (Républicains sociaux) o Centre Nacional dels Republicans Socials (CNRS) foren els membres d'un partit de suport a la tasca de Charles de Gaulle entre 1956 i 1958.

## Història
Van obtenir uns resultats minsos en les eleccions de 2 de gener de 1956, 840.000 vots, aproximadament el 4% dels vots i 21 diputats.
El principal dirigent era Jacques Chaban-Delmas. Formaven part del Front Republicà amb la SFIO de Guy Mollet, el Partit Republicà Radical i Radical-Socialista de Pierre Mendès-France i la UDSR de François Mitterrand, però molts d'ells s'uniren a la majoria de dretes dominada pel MRP i CNIP.
Els republicans socials són continuadors de la URAS i els predecessors de UNR.

## Personalitats

### Secretaris generals
- 1954 - 1958: Jacques Chaban-Delmas
- 1958: Edmond Michelet

### Altres
- Jean Bertaud
- Marcelle Devaud
- Jacques Mer
- Marie-Pierre Kœnig
- Henry Torrès